# Соколница
Соколница или Соколац је утврђење у Србији које се једини пут у изворима помиње у делу Константина Филозофа „Живот Стефана Лазаревића деспота српског“, у вези дешавања која се датирају у 1413. годину. Већина историчара ово утврђење идентификује са данашњим Соко Градом код Соко Бање, али има оних историчара који оспоравају ову идентификацију.

## Помињање утврђења
У завршној фази грађанског рата који је захватио Отоманску империју после битке код Ангоре (1402) и смрти султана Бајазита (1389—1403), његов син Муса је на почетку свог похода на Србију 1412-1413. године, напао бега Хамзу, који се одметнуо од његове власти. Тврђаве Сврљиг и Соколница, које је држао су заузете, он је заробљен и послан у престоницу Хадријанопољ, а локално становништво је расељено, пошто је пружало подршку деспоту Стефану (кнез 1389—1402, деспот 1402—1427). Након тога, Муса је свој поход наставио упадом у Србију, прво је заузео Липовац и Бован, после чега упада у Моравску долину и осваја Сталаћ, Петрус, Крушевац и Копријан.

## Проблем са идентификацијом
У старијој литератури, Соколница се редовно идентификује са Соко Градом, што је случај и са новијим научним радовима, али је ову идентификацију оспорио Синиша Мишић. Он указује на неколико проблема у овој идентификацији:
1. етимологија имена
2. правац Мусиног продора (он сматра да се Муса кретао из долине Сврљишког Тимока преко јужних обода Девице и Озрена, на чијем се југоисточном делу налази Липовац, док се Соко Град налази у северозападном подножју Девице)
3. нема потврде да је Соко Град у то доба (1413) био активно утврђење
4. област око Соко Града се у то доба (1413) налазила у саставу Српске деспотовине, а не Отоманске империје

Уместо Соко Града, он сматра да би Соколница могли бити неистражени остаци утврђења код Градишта поред Горње Соколовице, југоисточно од Књажевца.